# Trididemnum cereum
Trididemnum cereum är en sjöpungsart som först beskrevs av Giard 1872.  Trididemnum cereum ingår i släktet Trididemnum och familjen Didemnidae. Arten har ej påträffats i Sverige. Inga underarter finns listade i Catalogue of Life.